# 聂晶
聂晶（1921年—1986年），原名聂允中，男，辽宁锦州人，中国电影摄影师，曾任中国电影家协会理事。